# The Moonglows
The Moonglows — влиятельная американская ритм-энд-блюз и ду-воп музыкальная группа, основанная в начале 50-х гг. двадцатого века.

## Карьера
Первоначальное название коллектива — «Moondog». Основан на родине участников — Луисвилл (штат Кентукки). После переезда группы в Кливленд, их заметил легендарный диск-жокей Алан Фрид и предложил группе взять новое название — «the Moonglows».
Первые синглы группы начали выходить с 1953 года, а в 1954 году, перейдя на «Chess Records», «the Moonglows», выпустили сингл «Sincerely», ставший Рнб-хитом № 1 в США. В следующие 3 года «the Moonglows» выпустили ещё несколько хитов, таких как «Most of All», «In My Diary», «When I’m With You», «See Saw», «We Go Together», and «Please Send Me Someone to Love».
В 1957 году группа снялась в музыкальном фильме Алана Фрида «Rock, Rock, Rock», с участием Чака Берри и «The Flamingos».
В 1958 году группа перешла на лейбл «Harvey & the Moonglows», на котором вышла песня «Ten Commandments of Love», ставшая главным хитом коллектива № 2, после «Sincerely». В этом же году состав группы был существенно изменён, за что и получил неофициальное название «The New Moonglows». С этого момента релизы коллектива не имеют былого коммерческого успеха. В 1972 году «the Moonglows» прекратили своё существование, лишь изредка возобновляя концертную деятельность.
В 1999 году «the Moonglows» получили награду «Vocal Group Hall of Fame», в 2000 введены в Зал славы рок-н-ролла.

## Участники

### Оригинальный состав
- Harvey Fuqua: вокал, бэк-вокал (1951-1958)
- Bobby Lester: вокал, бэк-вокал (1951-1958)
- Alexander "Pete" Graves: бэк-вокал (1951-1958)
- Prentiss Barnes: бэк-вокал (1951-1958)
- Billy Johnson: бэк-вокал (1951-1958)
- William Westbrooks: бэк-вокал (1951-1952)

### Другие участники
Harvey Fuqua and the New Moonglows:
- Marvin Gaye: вокал, бэк-вокал (1958-1960)
- Reese Palmer: вокал, бэк-вокал (1958-1960)
- Chester Simmons: бэк-вокал (1958-1960)
- James Knowland: бэк-вокал (1958-1960)
- Chuck Barksdale: бэк-вокал (1958-1960)

Pete Graves' Moonglows:
- Doc Green: вокал (1964-1968)
- Pete Graves: вокал (1964-1968)
- George Thorpe: вокал (1964-1968)
- Bearle Easton: вокал(1964-1968)

Bobby Lester's Moonglows:
- Bobby Lester: вокал (1970-1972, 1979-1980)
- Gary Rodgers: вокал (1970-1972, 1979-2005)
- Albert Workman: вокал (1970-1972)
- Billy McPhatter: вокал (1970-1972, 1980s)
- Robert Ford: вокал (1970-1972, 1980s)
- Pete Crawford (1980s-2000s)
- Bruce Martin (1980s-2000s)
- Gene Kelly (1990s-2000s)

The revived Moonglows:
- Harvey Fuqua (1972)
- Bobby Lester (1972)
- Pete Graves (1972)
- Doc Williams (1972)
- Chuck Lewis (1972)